# Parevo Nemzetközi Dokumentumfilm Fesztivál
A PAREVO – Párhuzamos Forradalmak Kelet-Közép-Európában – Nemzetközi Dokumentumfilm Fesztivál elsősorban olyan kelet-közép-európai dokumentumfilmek bemutatására specializálódott, amelyek a régió 20. századi történelmét dolgozzák fel. A fesztivál célja, hogy létre jöjjön egy olyan valós és virtuális tér, ahol a nézőkhöz eljutnak a dokumentumfilmek és a résztvevők találkozhatnak a történelem még élő tanúival. Ezen felül a fesztivál lehetőséget ad a dokumentumfilmesek és a történészek számára, hogy az adott téma módszertani megközelítését előadások formájában kifejthessék.

## A fesztivál küldetése
Az első évadban az 1956-os, az 1968-as, az 1980-81-es és 1989-es események bemutatása állt a középpontban. A filmekről a vetítések után beszélgetések folytak a meghívott rendezők, történészek és a történelmi tanúk, illetve a közönség között. A projekt elsődleges feladata, hogy a résztvevők a vizuális és elbeszélő technikák által megismerjék a közép-kelet-európai múltat, a társadalmi tudatot alakító, azt meghatározó történelmi eseményeket, és ezáltal a jelent. A szervezők a közös gondolkodást, a személyes találkozásokat, az élményszerű megközelítést, az élőszó pedagógiai erejét tartják a legfontosabbnak. A projekt arra helyezi hangsúlyt, hogy a nemzeti önismeret megerősítése által alakítsa és erősítse az európai identitást. Fontos cél, hogy olyan filmek is kerüljenek a programba, amelyeket a rendezők nem kizárólag a saját nemzetüknek készítettek, hanem arra is alkalmasak, hogy a régió más nemzetei számára is befogadhatóak, megérthetőek legyenek.
A projekt jövőbeli célja a társadalmi önszerveződés formáinak bemutatása, népszerűsítése; országokon átívelő tematikájukban összekapcsolódó rendezvények szervezése: filmvetítések, tudományos előadások és találkozók formájában. Történelmi dokumentumfilmeken és előadásokon, beszélgetéseken keresztül ismerteti meg a mai fiatalokat azokkal a folyamatokkal, amelyek elvezettek a közép-kelet-európai régió poszt-totalitárius rendszereinek felbomlásához.

## A fesztivál eddigi helyszínei
- 2012. október 26-28. Budapest, DocuArt Mozi[1]
- 2012. november 23-24. Nagyszombat, OKO Mozi[2]
- 2013. április 25-26. Varsó, Magyar Kulturális Intézet[3]

## Szervezők
A PAREVO fesztivál Nagy Ernő filmrendező és Mitrovits Miklós történész ötlete alapján civil kezdeményezésként jött létre. A projekt a Terra Recognita Alapítvány, a Múltunk Alapítvány, az Emlékezet és Szolidaritás Európai Hálózata (en:European Network Remembrance and Solidarity), illetve a Nemzetközi Visegrádi Alap támogatásával indult útnak.